# Liste des évêques et archevêques d'Asuncion
Cette liste recense les évêques qui se sont succédé sur le siège d'Asuncion depuis sa création le 1er juillet 1547. La liste se poursuit avec les archevêques à partir du 1er mai 1929 lorsque le diocèse est élevé au rang d'archidiocèse métropolitain et prend le nom d'archidiocèse d'Asuncion.

## Évêques
- Juan de los Barrios, O.F.M.Obs (1 juillet 1547 - 2 avril 1552), nommé évêque de Santa Marta
- Pedro de la Torre, O.F.M (27 août 1554 - 1573)
- Alonso Guerra, O.P. (6 février 1579 - 17 mars 1592), nommé évêque de Michoacán
  - Sede vacante (1592-1601)
- Martin Ignace de Loyola (19 novembre 1601 - 9 juin 1606) 
  - Sede vacante (1606-1615)
- Lorenzo Pérez de Grado (16 septembre 1615 - 18 mars 1619), nommé évêque de Cuzco
- Tomás de la Torre Gibaja, O.P (30 mars 1620 - 11 décembre 1628), nommé évêque de Córdoba
- Cristóbal de Aresti Martínez de Aguilar, O.S.B. (12 février 1629 - 3 décembre 1635), nommé évêque de Buenos Aires
  - Francisco de la Serna, O.S.A (17 décembre 1635 - 25 août 1637) (évêque élu), nommé évêque de Popayán
  - Sede vacante (1637-1640)
- Bernardino de Cárdenas Ponce, O.F.M (13 août 1640 - 7 juin 1666), nommé évêque de Santa Cruz de la Sierra
- Gabriel de Guillestegui, O.F.M (15 décembre 1666 - 1er septembre 1670), nommé évêque de La Paz
  - Sede vacante (1670-1674)
- Faustino de Casas, O. de M (17 décembre 1674 - 2 août 1686) 
  - Sede vacante (1686-1693)
- Sebastián de Pastrana, O. de M (2 août 1693 - 4 novembre 1700) (évêque élu)
- Pedro Díaz Durana y Uriarte (10 mars 1704 - 1718)
- Martín de Sarricolea y Olea (1718 - 1723)
- José de Palos, O.F.M (1723 - 7 avril 1738)
- José Cayetano Paravicino, O.F.M (16 novembre 1738 - 4 septembre 1747), nommé évêque de Trujillo
- Fernando José Pérez de Oblitas (4 septembre 1747 - 7 avril 1756), nommé évêque de Santa Cruz de la Sierra
- Manuel Antonio de la Torre (24 mai 1756 - 14 juin 1762), évêque de Buenos Aires
- Manuel López de Espinosa (20 décembre 1762 - 1772)
- Juan José de Priego y Caro, O.P (14 décembre 1772 - 1779)
- Luis Velasco y Maeda, O.F.M (12 juillet 1779 - 15 juin 1792)
  - Sede vacante (1792-1797)
- Lorenzo Suarez de Cantillana (18 décembre 1797 - 22 janvier 1799)
  - Sede vacante (1799-1802)
- Nicolás Videla del Pino (9 août 1802- 23 mars 1807), nommé évêque de Salta
- Pedro García Panés, O.F.M (23 mars 1807 - 13 octobre 1838)
  - Sede vacante (1838-1845)
- Basilio Antonio López, O.F.M (22 juillet 1844 - 16 janvier 1859)
- Gregorio Urbieta (23 mars 1860 - 17 janvier 1865)
- Manuel Antonio Palacios (31 janvier 1865 - 21 décembre 1868)
  - Sede vacante (1868-1879)
- Pedro Juan Aponte (24 juillet 1879 - 14 septembre 1891)
  - Sede vacante (1891-1894)
- Juan Sinforiano Bogarín (21 septembre 1894 - 1er mai 1929), devient archevêque d'Asuncion

## Archevêques
- Juan Sinforiano Bogarín (1er mai 1929 - 25 février 1949)
- Juan José Aníbal Mena Porta (25 février 1949 - 16 juin 1970)
- Ismael Blas Rolón Silvero, S.D.B (16 juin 1970 - 20 mai 1989)
- Felipe Santiago Benítez Ávalos (20 mai 1989 - 15 juin 2002)
- Eustaquio Pastor Cuquejo Verga, C.Ss.R (15 juin 2002 - 6 novembre 2014)
- Edmundo Valenzuela Mellid, S.D.B (6 novembre 2014 - 17 février 2022)
- Adalberto Martínez Flores (17 février 2022 - )

## Sources
- (en) « Archdiocese of Asunción  : Past and Present Ordinaries », sur catholic-hierarchy.org (consulté le 26 juillet 2023)